# Kénitra

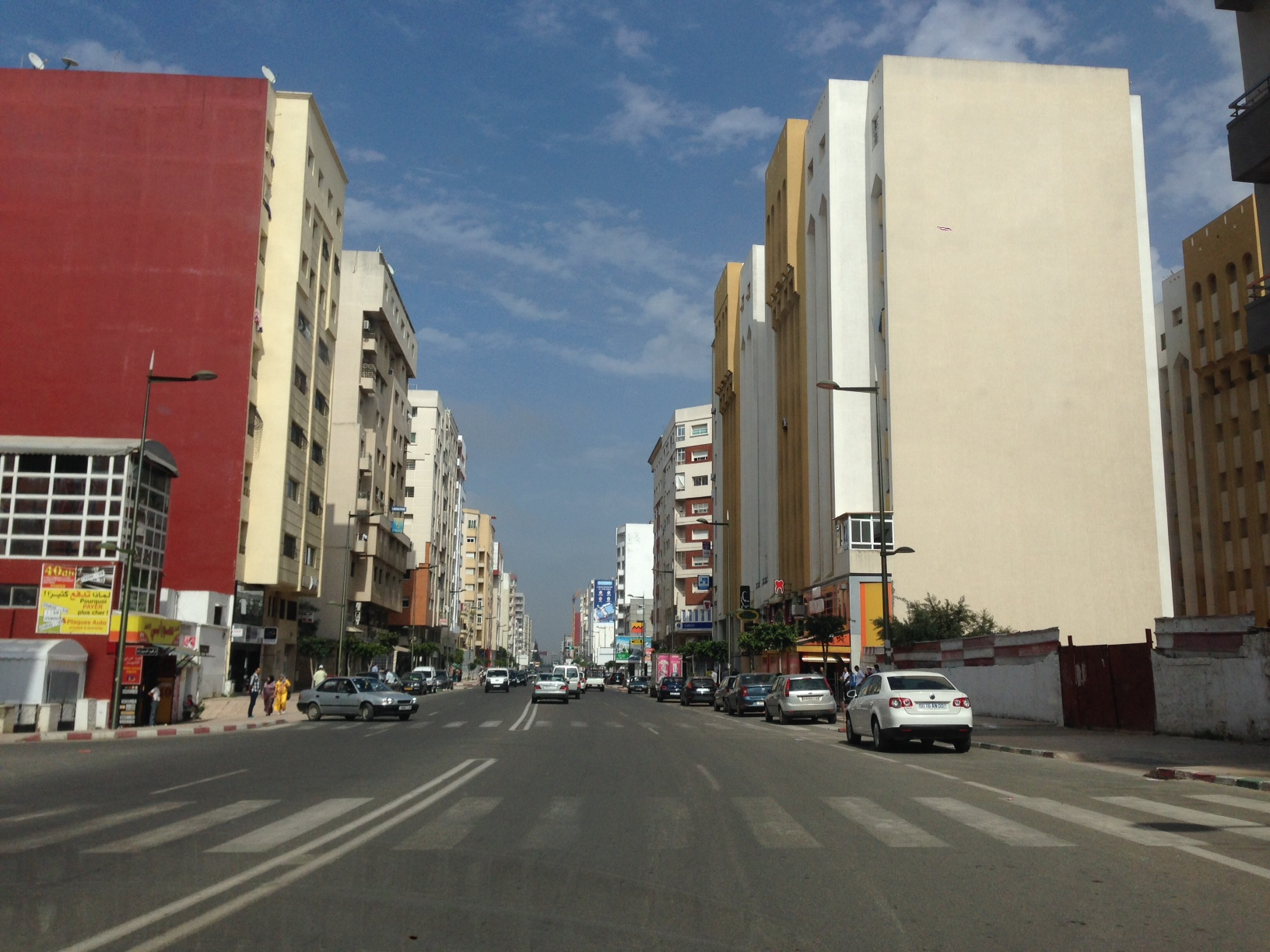
Kénitra – Avenue Mohamed V

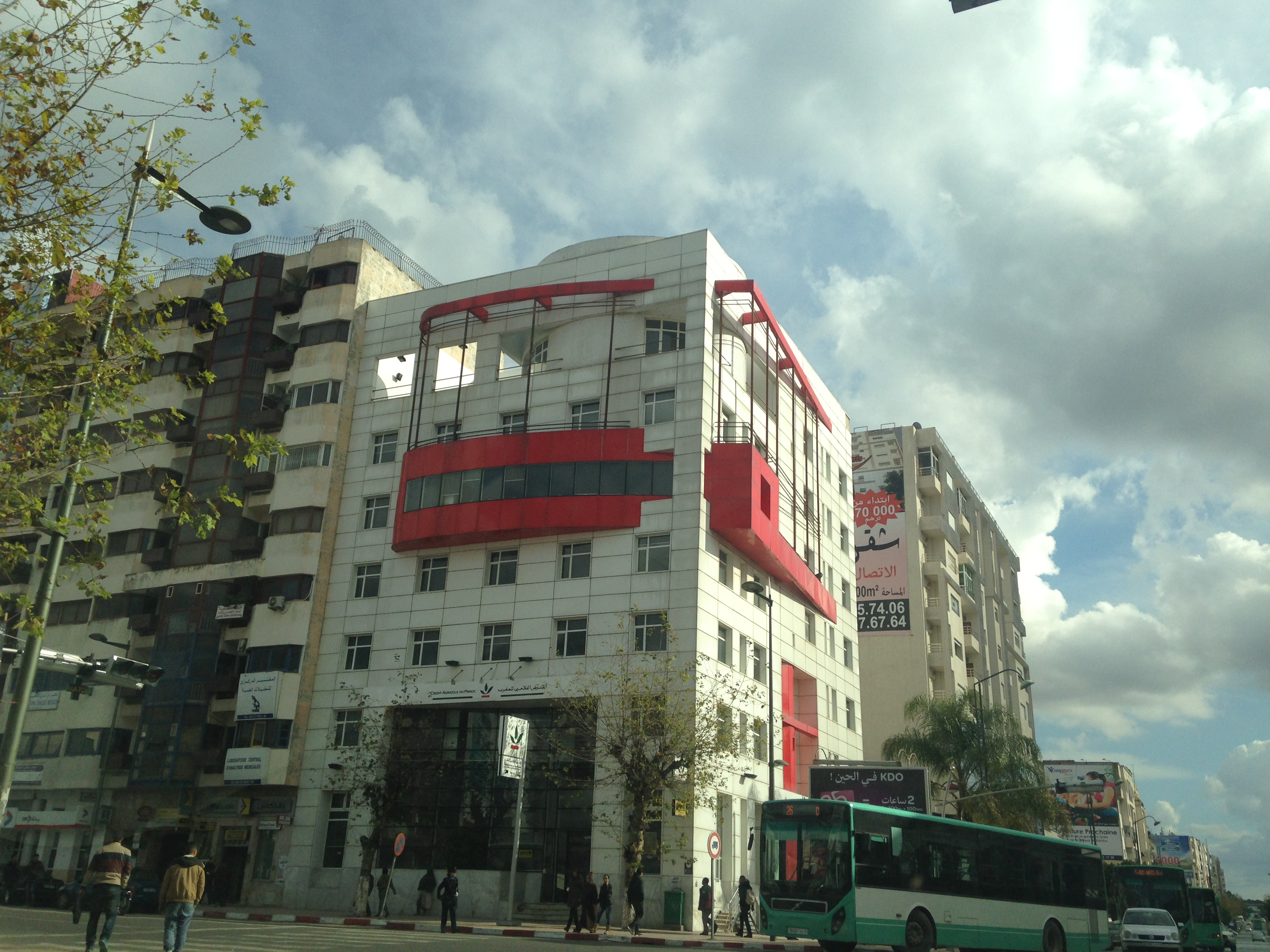
Kénitra – Stadtzentrum

Kénitra (arabisch القنيطرة, DMG al-Qunaiṭira, für „kleine Brücke“; Zentralatlas-Tamazight ⵇⵏⵉⵟⵔⴰ Qeniṭra, französisch Kénitra) ist eine Großstadt mit etwa 500.000 Einwohnern in der gleichnamigen Provinz Kénitra in der Region Rabat-Salé-Kénitra im Nordwesten Marokkos.

## Lage und Klima
Die Stadt Kenitra liegt im Mündungsbereich des Oued Sebou in den Atlantik in einer Höhe von ca. 10 bis 25 m. Ca. 10 km westlich von Kenitra liegt der Ort Mehdia, wo die karthagische Handelsstation Thymiaterion vermutet wird. Von dort sind es weitere 4 km bis zum Strandbad Mehdia Plage. Das vom Atlantik beeinflusste Klima ist gemäßigt bis warm; Regen (ca. 570 mm/Jahr) fällt nahezu ausschließlich im Winterhalbjahr.

## Bevölkerung
| Jahr      | 1994    | 2004    | 2014    | 2024    |
| Einwohner | 292.453 | 359.142 | 431.282 | 507.736 |

Das rasante Bevölkerungswachstum (1971 = ca. 139.000 EW / 1982 = ca. 188.000 EW) ist ganz wesentlich auf die Lage der Stadt im Großraum Rabat-Salé zurückzuführen. Ein Großteil der heutigen Bevölkerung ist berberischer Abstammung und seit den 1960er Jahren aus den umliegenden Dörfern sowie aus den Berg- und Wüstenregionen Süd-Marokkos zugewandert.

## Wirtschaft
Bis ins frühe 20. Jahrhundert war die heutige Großstadt kaum mehr als ein Bauerndorf. Erst während der Französischen Kolonialzeit begann die Stadtentwicklung, die sich nach der Unabhängigkeit Marokkos (1956) noch verstärken sollte.
Als Wirtschaftshauptstadt der historischen Region Gharb im Nordwesten des Landes gilt Kénitra heute als eine der wichtigsten marokkanischen Städte. Es ist unter anderem für seinen Export von landwirtschaftlichen Produkten bekannt und wird oft als die landwirtschaftliche Hauptstadt Marokkos bezeichnet.

### Freihandelszone (Atlantic Free Zone)
Am Stadtrand von Kenitra befindet sich auch die Atlantic Free Zone, die größte Exportverarbeitungszone des afrikanischen Kontinents (500 ha). Dort befindet sich eine Montageeinheit des PSA-Konzerns / Stellantis, die Produktion begann im Jahr 2020. Momentan werden dort u. a. Peugeot 208 montiert.
In der Freihandelszone befinden sich weitere internationale Unternehmen, hauptsächlich Automobilzulieferer.

### Verkehr
Der Küstenstreifen von Kenitra über Salé und Rabat bis Casablanca ist dicht besiedelt und die am stärksten industrialisierte Region des Landes. Die Städte sind untereinander durch die Autobahn A1 und eine Schnellzugstrecke verbunden.

### Aéroport Kénitra
Nach der Operation Torch übernahm die US-Navy den Militärstützpunkt der Franzosen. Für Magnetic Anomaly Detection zur U-Boot-Ortung im Bereich Gibraltar wurden gegen Ende des Zweiten Weltkrieges Prallluftschiffe eingesetzt. Beim Überführen der Luftschiffe überquerten im Jahr 1944 zum ersten Mal Blimps den Atlantik und gingen in Port Lyautey vor Anker. Auf dem Militärflugplatz trainierten Anfang der 1970er etwa 700 United States Air Force Militärberater Marokkaner auf dem Jagdflugzeug Northrop F-5.

## Geschichte
Ob in römischer Zeit hier bereits eine Siedlung existierte, ist unbekannt. Alte Ruinen kann man noch in der Region besichtigen; die archäologische Stätte von Thamusida ist nur etwa 16 km in nordöstlicher Richtung entfernt. Die Kasbah von Moulay Ismail aus dem 17. Jahrhundert, das bekannteste Denkmal der Region, ist in der Küstenstadt Mehdia zu sehen. Während des französischen Protektorats von Marokko gründete der Marschall Hubert Lyautey am Ufer des Sebou ein Militärfort und einen Hafen für den Export der landwirtschaftlichen Güter nach Frankreich. In dieser Zeit wurde die Stadt Lqnitra in Port Lyautey umbenannt. Während des Zweiten Weltkriegs trafen im Oktober 1942 US-amerikanische Truppen in der Stadt ein. Im März 1956 wurde die Stadt auf Grundlage ihres ursprünglichen Namens in Kénitra umbenannt.
Am 22. Mai 1975 ereignete sich bei Kenitra ein schwerer Eisenbahnunfall: Ein Zug entgleiste. Mindestens 34 Menschen starben.
Ab Januar 1981 waren 15 USMC Militärberater für den Krieg gegen die Frente Polisario in Kenitra stationiert. Ab Februar 1981 wurde der Stützpunkt mit sechs Rockwell OV-10 ausgerüstet.

## Sonstiges
Die Stadt ist in ganz Marokko und darüber hinaus bekannt wegen ihres Fußballvereins KAC Kénitra, der in den Jahren 1960 bis 1982 viermaliger marokkanischer Meister wurde.

## Persönlichkeiten
- Ismaël Ferroukhi (* 1962), französisch-marokkanischer Filmregisseur und Drehbuchautor
- Amina Aït Hammou (* 1978), Mittelstreckenläuferin
- Seltana Aït Hammou (* 1980), Mittelstreckenläuferin
- Nayef Aguerd (* 1996), Fußballspieler
- Nouhaïla Benzina (* 1998), marokkanisch-spanische Fußballspielerin